# Bahía de Yakarta
La bahía de Yakarta (Teluk Jakarta en indonesio) es una bahía situada en las aguas del mar de Java, al norte de la ciudad de Yakarta Septentrional. Su tamaño aproximado es de 514 km² y tiene una profundidad media de 15 metros. En ella se encuentran las Miles de Islas. Existen 13 ríos que desembocan en la bahía. La mayoría de las comunidades costeras de la bahía consisten en personas que viven por debajo del umbral de la pobreza, en condiciones de saneamiento deficiente.